# Лапшина (приток Рудной)
Лапшина (Лапшин, ключ Лапшина) — ручей на северо-западе Дальнегорского городского округа, правый приток реки Рудной в верховьях. Длина — 10 км.
Исток находится на границе Дальнегорского городского округа и Кавалеровского района, близ Якут-Горы. Течёт в северном направлении по гористой местности, поросшей берёзово-еловым лесом. Протекает у подножия горы Ключ Берёзовый. Впадает в Рудную справа в 60 км от устья на окраине села Краснореченский.
Долина Лапшина прямая от истока до устья, без резких изгибов и почти перпендикулярна долине реки Рудной. По водоразделам граничит с соседними притоками Рудной — Шелеповским Ключом и Берёзовым. Имеется относительно невысокий перевал в верховья Берёзового, а также высокий перевал из истоков Лапшина в истоки Седой (приток реки Дорожная).

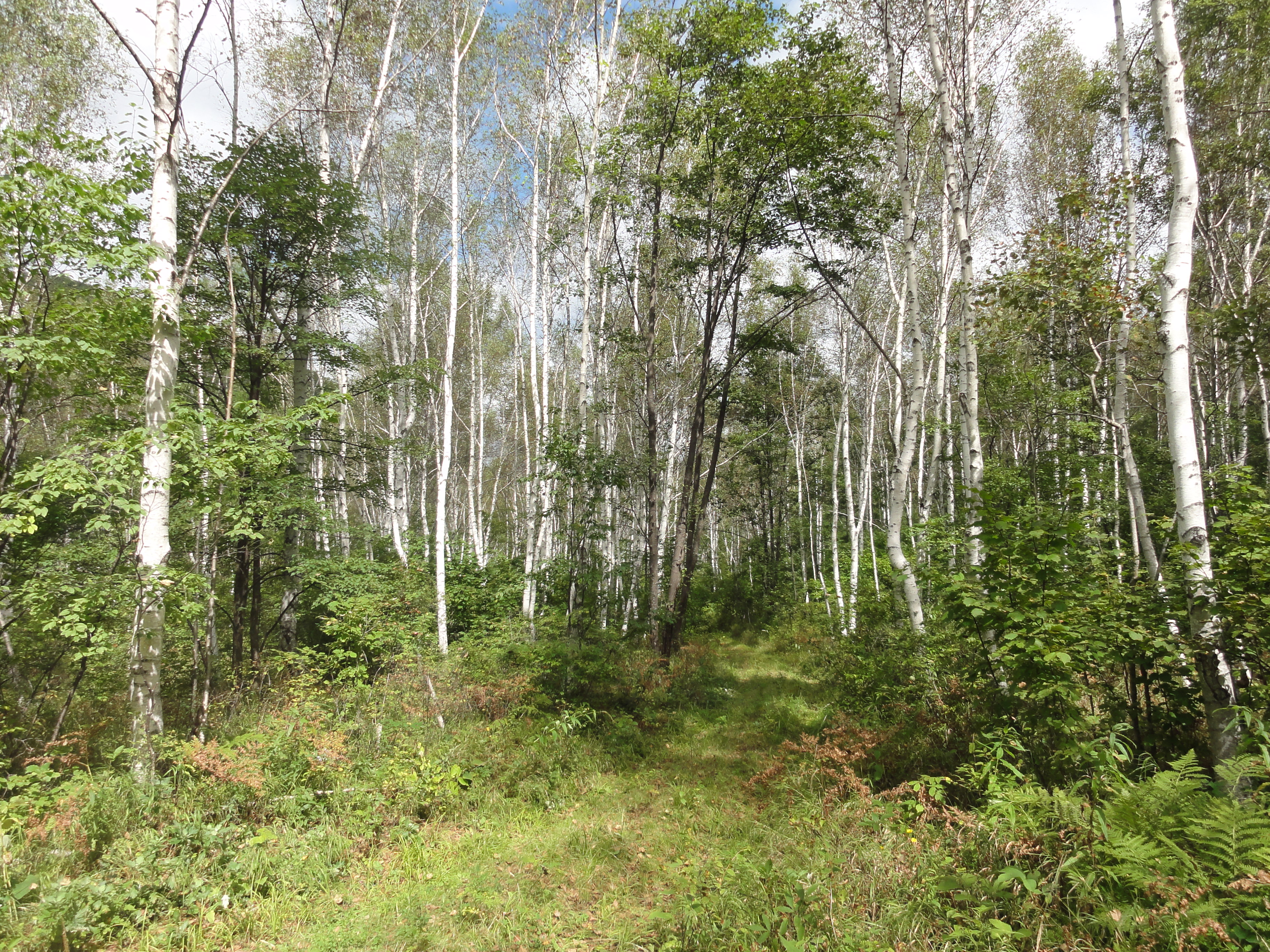
Долина кл. Лапшина в среднем течении. Лесная дорога.

## Притоки
Основной приток — Жорова — впадает слева.

## Данные водного реестра
По данным государственного водного реестра России относится к Амурскому бассейновому округу, водохозяйственный участок реки — реки бассейна Японского моря от северной границы бассейна р. Самарга до восточной границы бассейна р. Партизанская. Речной бассейн реки — бассейны рек Японского моря.
Код объекта в государственном водном реестре — 20040000214118200007518.